# FF33 (польовий телефон)

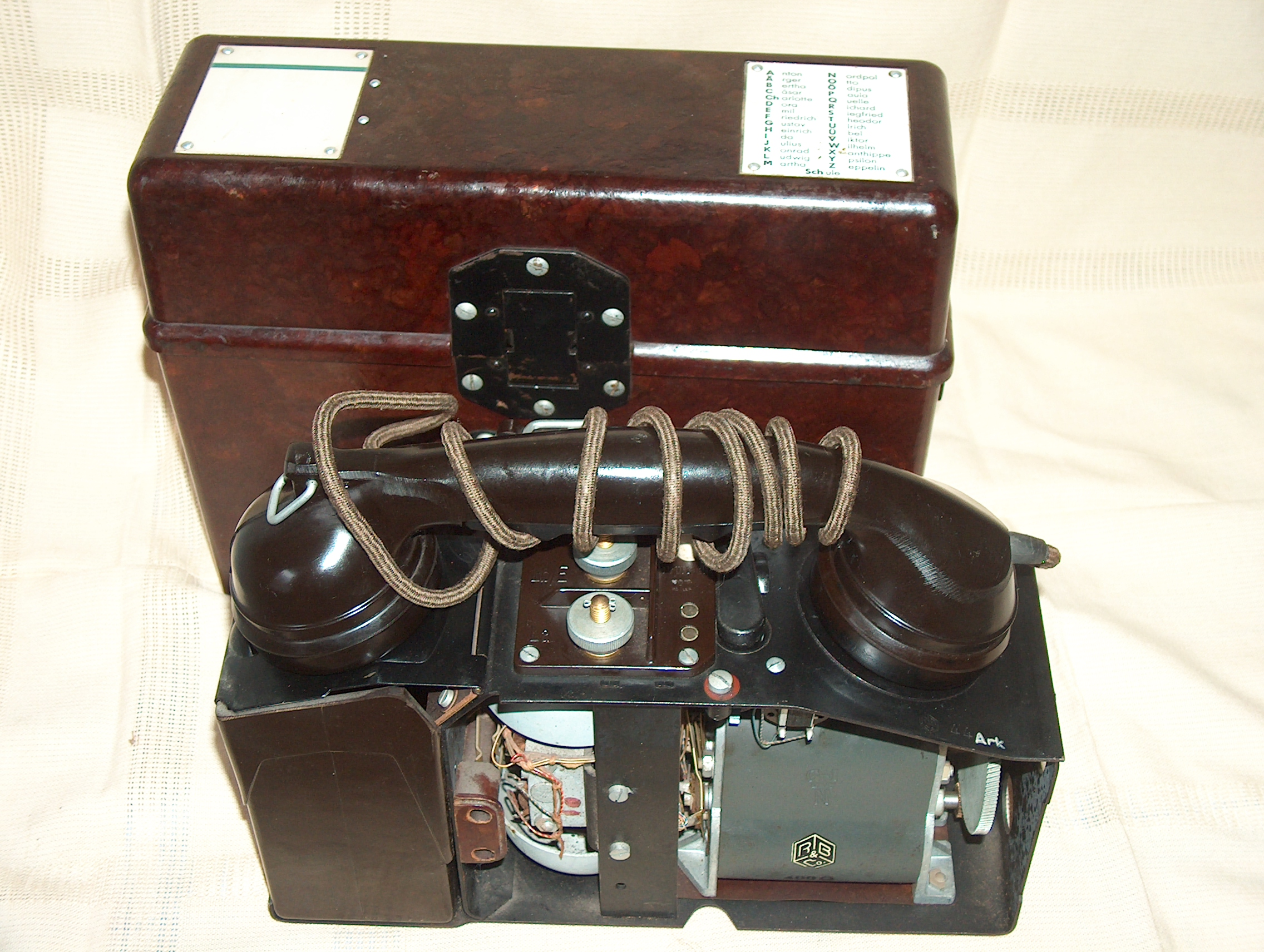
Польовий телефон FF33

FF33 (нім. Feldfernsprecher 33) — німецький польовий телефон Вермахта зразка 1933 року, призначений для забезпечення телефонного зв’язку в польових умовах в режимі місцевої батареї (МБ) із системою індукторного виклику.

## Історія
Польовий телефон FF-33 був розроблений на основі моделі FF-26 і був її спрощеною версією, розрахованою на масове виробництво.
Випускався з 1933 по 1945 роки на заводах у Німеччині, у Відні, Празі і навіть Парижі.
FF-33 був стандартним телефоном, яким користувався німецький Вермахт під час Другої світової війни.
На основі трофейних FF33 у СРСР був розроблений польовий телефон ТАІ-43, який випускався у дерев'яних корпусах захисного кольору.
Після закінчення війни обладнання одного із німецьких заводів з виробництва телефонів FF33 та технологію виготовлення їх бакелітових корпусів було перевезене до СРСР як репарації. У зв'язку з цим у 1947 році дерев'яний корпус радянського ТАІ-43 замінили на бакелітовий, схожий на корпус FF-33, з аналогічним замком кришки.

## Конструкція
Телефонний апарат FF33 складається з наступних деталей:

- бакелітовий корпус
- телефонної трубки
- трансформатор
- клеми підключення лінії зв'язку
- індуктор
- дзвінок
- відсік живлення

## Технічні характеристики

### Загальні
Маса телефонного апарата:

- з елементами живлення – 5,8 кг

Габаритні розміри – 280×210×100 мм

### Режим роботи
Польовий телефон FF33 призначений для роботи в режимі місцевої батареї (МБ).

### Електроживлення
- Від одного елемента Feldelement d (T30) напругою 1,5 В.

## Дивись також
- Польовий телефон
- УНА
- FF33
- ТАІ-43
- ТА-57
- ТА-88
- ТА-01